# Nils Gripenhielm
Nils Gripenhielm, född 1653, död april 1706 i Falun, var en svensk politiker och ämbetsman, landshövding, talman för adeln i Sveriges riksdag med mera.

## Biografi
Gripenhielm var son till riksrådet Emund Gripenhielm och Barbro Lenaea Clo, dotter till ärkebiskop Johannes Canuti Lenaeus. Under faderns tid som lärare till kronprins Karl, upptogs några jämnåriga gossar som studiekamrater. Dessa kallades studerpager och till dem hörde Gripenhielm. Han fullföljde senare sina studier i Uppsala och genom utrikes resor och utnämndes 1674 till hovråd. 1676 blev han som direktör för Kungliga biblioteket. Därefter blev han lagman över Öland, Östergötland och Uppland. 1692 utnämndes han till landshövding i Kopparbergs län. 1697 var Gripenhielm lantmarskalk vid riksdagen, då Karl XII med upphävande av sin faders testamente uppmanades att själv åta sig rikets styre. Gripenhielm utnämndes 1706 till kungligt råd och president över Bergskollegium, men avled innan han hann tillträda posten.

### Egendom
Gripenhielm ägde Örneholm i Kexholms län, Espeholt, Zimmershof, Skediga och Söderby.

### Familj
Gripenhielm var från 1680 gift med Maria Elisabeth Bonde, dotter till riksrådet Gustaf Bonde och Anna Christina Persdotter Natt och Dag. Makarna hade barnen:
- Maria Elisabet Gripenhielm (1681–1748), gift med överstelöjtnanten Peter Mannerstedt,
- Carl Gripenhielm (1682–1744), överstelöjtnant vid Östgöta kavalleriregemente,
- Gustaf Gripenhielm (1684–1698),
- Anna Christina Gripenhielm (1685–1692),
- Axel Johan Gripenhielm, landshövding i Gävleborgs län,
- Nils Gripenhielm (1687–1759), ryttmästare vid Östgöta kavalleriregemente,
- Edmund Gripenhielm (1690–1690),
- Barbro Christina Gripenhielm (1691–1737), gift med kaptenen Johan Carl Stråle af Sjöared och
- Edmund Gripenhielm (1696–1701).[4]